# Microbioma

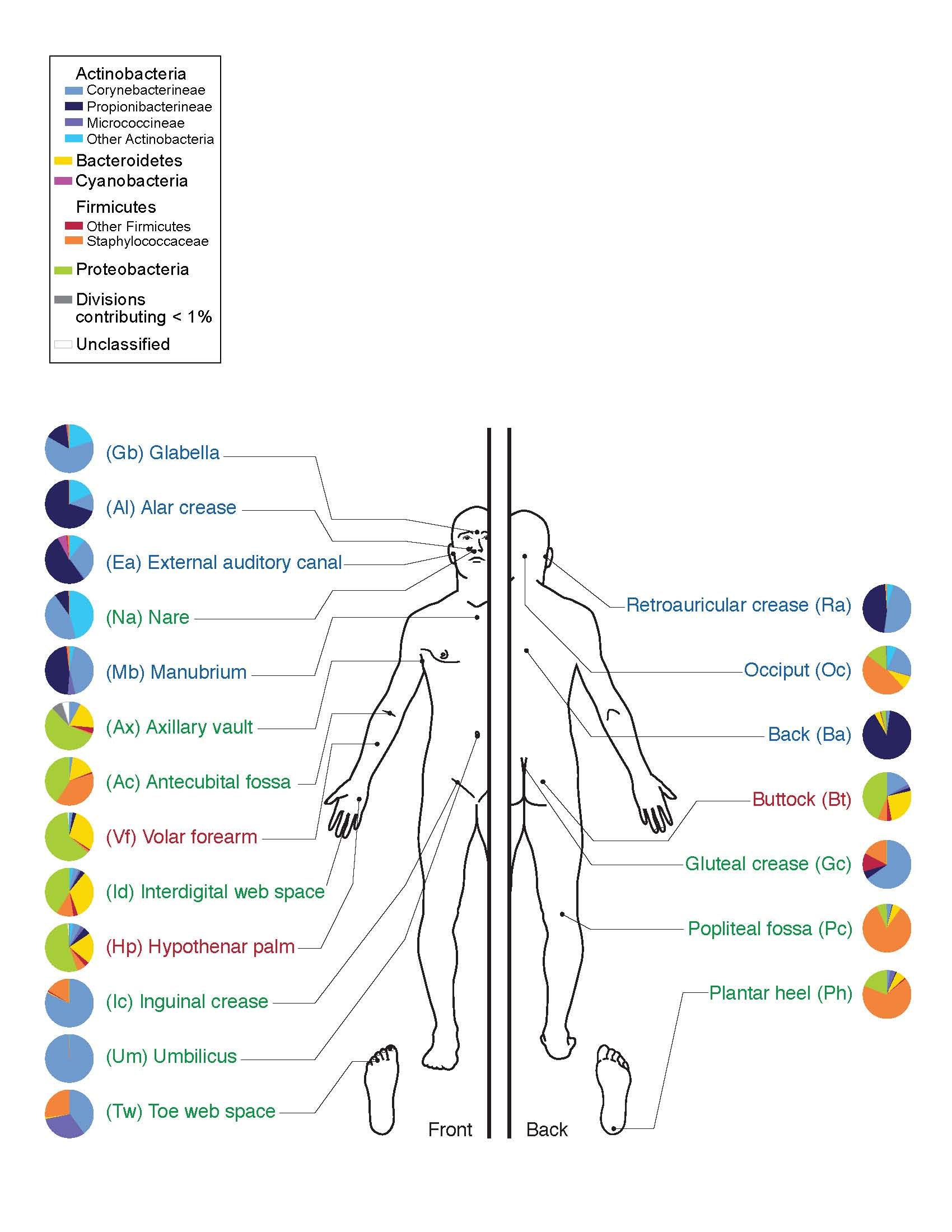
Illustrazione del corpo umano con i batteri predominanti nelle diverse parti del corpo

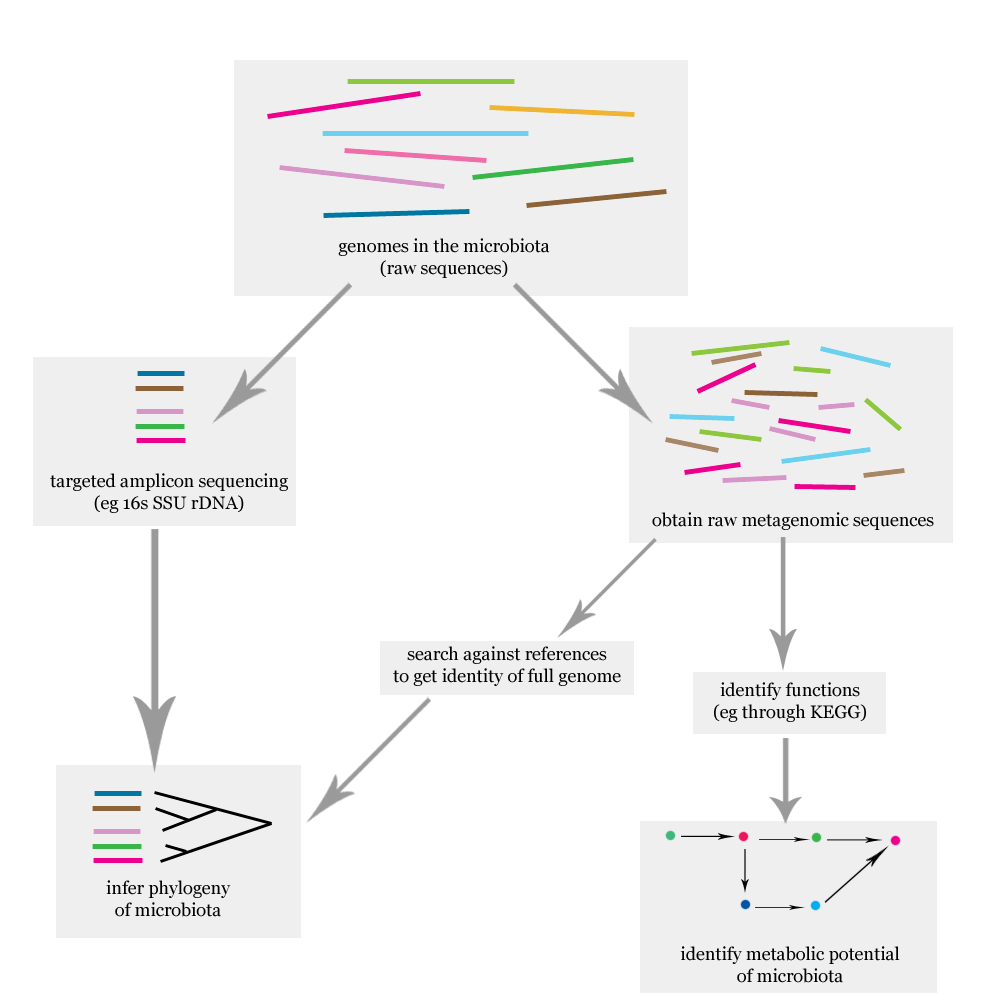
Diagramma di flusso che illustra come il microbioma umano è studiato a livello di DNA

Il microbioma è l'insieme del patrimonio genetico e delle interazioni ambientali della totalità dei microrganismi di un ambiente definito. Un ambiente definito potrebbe essere un intero organismo (per esempio, un essere umano) o parti di esso (per esempio, l'intestino o la cute).

## Storia
Il concetto di microbioma si deve al grande genetista e microbiologo Joshua Lederberg, premio Nobel per la medicina nel 1958. A parere di Lederberg,  a causa della grandi funzioni fisiologiche che vi svolgono, il Progetto Genoma Umano avrebbe dovuto comprendere anche lo studio dei microrganismi ospitati nella specie umana il cui insieme può essere paragonato a un vero organo supplementare, soprattutto per il metabolismo e l'immunità; anzi, secondo la hygiene hypothesis (ipotesi dell'igiene) la crescente diffusione di alcune malattie dovrebbe essere attribuita a un insufficiente contatto con i microrganismi.
L'analisi del DNA dei microrganismi che vivono nel tratto intestinale umano, realizzata con i metodi della metagenomica dal consorzio MetaHIT ha identificato oltre 3 milioni di geni, 150 volte quelli della specie umana. Delle circa 1000 specie di microrganismi identificati, ogni essere umano ne ospita almeno 160 specie, con scarse variazioni fra un individuo e un altro. Il microbioma dell'uomo e della pianta è influenzato e parzialmente trasmesso dalla madre alla prole.
Negli ultimi anni alcune applicazioni specifiche dello studio del microbioma sembrano destinate a portare interessanti nuove prospettive terapeutiche in alcune specialità mediche come la gastroenterologia, l'endocrinologia e la psichiatria (vedi, in quest'ultimo caso, le innovative prospettive che derivano dalla psicobiotica), dove modifiche ed interventi diretti sul microbioma potrebbero fornire buoni risultati.

## Ruolo metabolico

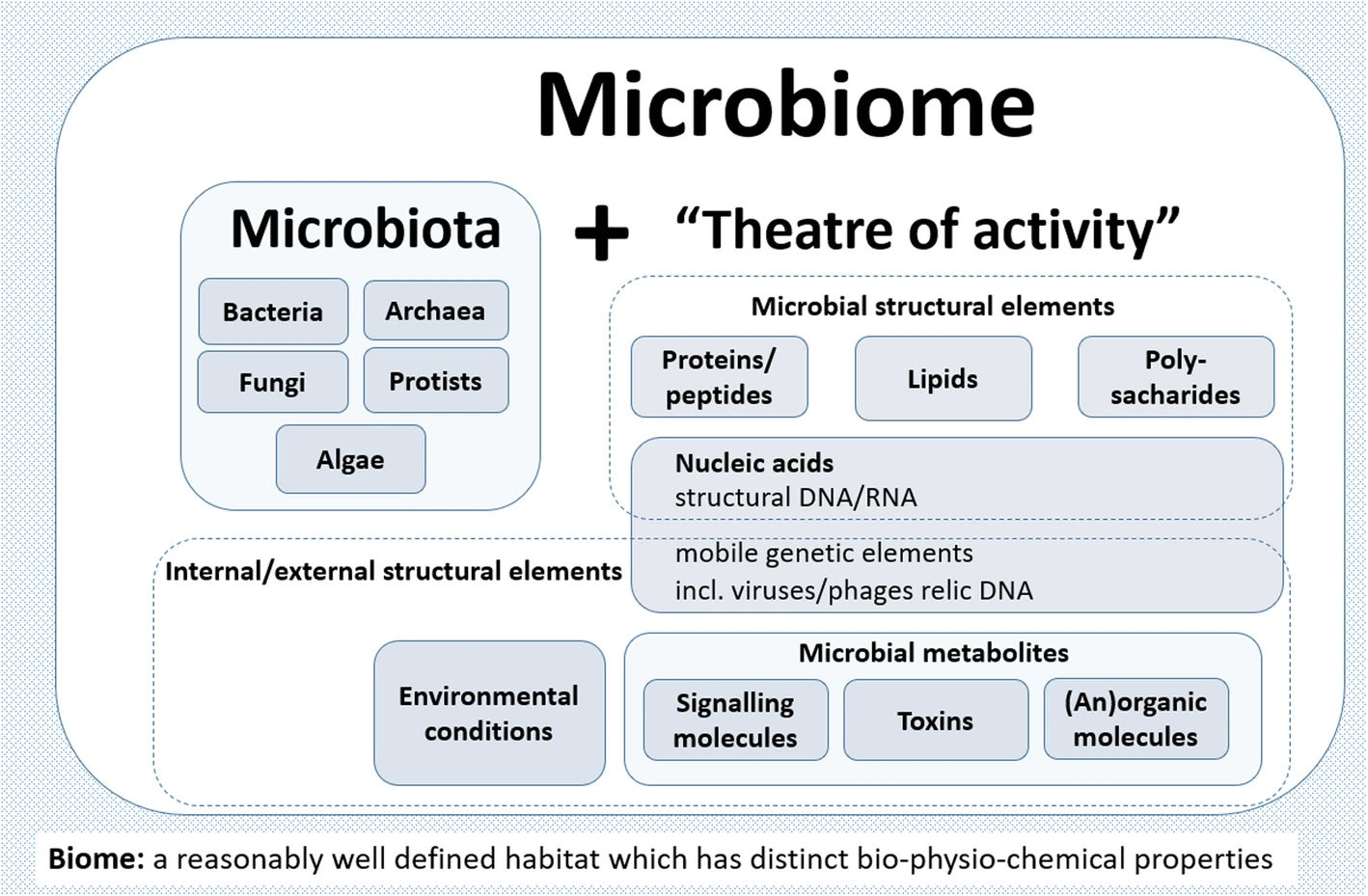
Il termine microbioma contiene sia il microbiota (comunità di microrganismi) sia il loro teatro di attività

Il microbioma intestinale svolge un ruolo importante, forse cruciale, nel metabolismo dei composti chimici presenti negli alimenti. Si stima che la sua capacità metabolica sia circa 100 volte maggiore della capacità del fegato, a causa della grande diversità di specie batteriche che formano la popolazione, e quindi del gran numero di geni che contengono. Ci sono circa 10 12 batteri per grammo di contenuto del colon, che è il più alto accumulo di microrganismi mai osservato in qualsiasi ambiente.
Il metabolismo epatico si basa sulle reazioni di ossidazione e coniugazione, che determinano principalmente la generazione di metaboliti idrofili ad alto peso molecolare. Il metabolismo batterico si verifica in condizioni anaerobiche e si basa principalmente su reazioni di riduzione e idrolisi, che danno luogo a prodotti non polari a basso peso molecolare. Pertanto, i metaboliti batterici sono diversi da quelli che possono essere generati dagli enzimi umani e il loro impatto sia sulla salute dell'ospite che sul microbiota intestinale è quindi diverso.
Il metabolismo batterico di solito riduce l'attività dei composti dietetici come i polifenoli, ma a volte un prodotto specifico della trasformazione batterica mostra proprietà potenziate. I prodotti del metabolismo batterico possono mostrare effetti potenziati o più benefici, oppure possono essere degradati in composti inattivi o tossici.

### Polifenoli
Il microbioma intestinale svolge un ruolo importante nel metabolismo dei composti chimici presenti negli alimenti. I metaboliti batterici sono diversi da quelli che possono essere generati dagli enzimi umani perché i processi batterici avvengono in condizioni anaerobiche e si basano principalmente su reazioni di riduzione e / o idrolisi. Nella maggior parte dei casi, il metabolismo batterico riduce l'attività dei composti dietetici; tuttavia, a volte un prodotto specifico della trasformazione batterica mostra proprietà potenziate. Gli studi sul metabolismo dei polifenoli da parte del microbiota intestinale sono fondamentali per comprendere il ruolo di questi composti e il loro impatto sulla nostra salute. Questo articolo di revisione presenta le possibili vie del metabolismo dei polifenoli da parte dei batteri intestinali e descrive i metaboliti bioattivi derivati dalla dieta prodotti dal microbiota intestinale, con una particolare enfasi sui polifenoli e sul loro potenziale impatto sulla salute umana. Poiché l'eziologia di molte malattie è in gran parte correlata al microbioma intestinale, un equilibrio tra il sistema immunitario dell'ospite e il microbiota intestinale commensale è fondamentale per il mantenimento della salute. I cambiamenti legati alla dieta e all'età nel microbioma intestinale umano e le loro conseguenze sono riassunti nel documento.
Il metabolismo batterico si verifica in condizioni anaerobiche e si basa principalmente su reazioni di riduzione e idrolisi, che danno luogo a prodotti non polari a basso peso molecolare. Pertanto, i metaboliti batterici sono diversi da quelli che possono essere generati dagli enzimi umani e il loro impatto sia sulla salute dell'ospite che sul microbiota intestinale è quindi diverso. Al contrario il metabolismo epatico si basa sulle reazioni di ossidazione e coniugazione, che determinano principalmente la generazione di metaboliti idrofili ad alto peso molecolare.

## Ruolo degli antibiotici
Gli antibiotici possono modificare l'equilibrio della flora intestinale, compromettendo la biodiversità dei batteri "buoni" e favorendo la proliferazione di agenti patogeni opportunistici. Ciò può portare a disturbi digestivi, alla riduzione delle difese immunitarie e a una maggiore suscettibilità ad altre infezioni, in particolare in soggetti già debilitati.